# 貝希姆-喬克拉克河
贝希姆-喬克拉克河（烏克蘭語：Бегим-Чокрак），是烏克蘭的河流，位於該國東南部，屬於庫魯尚河的支流，發源自切爾尼霍沃-托克馬昌斯克東北面，流經扎波羅熱州，河口處在科佐盧希夫卡附近。